# 戎蛮
戎蛮，又作蛮氏、戎曼或鄤氏，古代國家，被分類為西戎的一支，春秋时期分布于现今河南省境内，曾建有戎蛮子国。曾為晉國與楚國附庸，後被楚國所滅。
戎蛮子国曾于晋景公十五年（公元前585年）随晋国入侵宋国。楚平王三年（公元前526年），戎蛮子国内乱，楚国乘机诱杀戎蛮子嘉，占其地。但不久又立嘉之子为君。
楚昭王二十五年（公元前491年）夏，楚国策划向北方扩张。左司马眅、申公寿馀、叶公诸梁在蔡国故地负函（今河南省信阳市）集合，方城山外的人在缯关（今河南省方城县）集合，防备吴国溯江进攻郢都（今湖北省荆州市）。限定一晚上的期限，袭击梁地和霍地（今河南省临汝县西）。单浮馀领兵包围蛮氏，戎蛮子国（今河南省汝阳县东南）又被攻陷，蛮氏溃散。戎蛮国君戎蛮子赤逃往晋国的阴地（今山西省霍州市东南），司马征召丰地、析地（今河南省南阳市西部）狄戎入伍，逼近上洛（今陕西省商洛市）。左翼驻扎在菟和（今商洛市商州区东北），右翼驻扎在仓野（今商洛市商州区东），派人对晋国阴地大夫士蔑说以晋楚弭兵之盟，如果经过毁弃盟约，楚国准备打通少习山。士蔑请示赵简子，赵简子以晋国没有安定为理由，让士蔑把戎蛮子赤交给楚国。士蔑召集九州之戎，表示将要分给蛮子土田让他们筑城，准备为此占卜。蛮子前来听取占卜，他和属下五个大夫被逮捕，在三户（今河南省淅川县西南）被交给楚军。司马假装给蛮子城邑和建立宗主，来引诱分散的戎人，然后全部俘虏回去。戎蛮国遂灭。